# 1992-es Vuelta ciclista a España
Az 1992-es Vuelta a España volt a 47. spanyol körverseny. 1992. április 27-e és május 17-e között rendezték. A verseny össztávja 3395 km volt, és 20 szakaszból állt. Végső győztes a svájci Tony Rominger lett.

## Végeredmény
|    | Versenyző                | Csapat                  | Idő            |
| -- | ------------------------ | ----------------------- | -------------- |
| 1  | Tony Rominger            | CLAS-Cajastur           | 96 óra 14' 50" |
| 2  | Jesús Montoya            | Amaya Seguros           | 1' 04"         |
| 3  | Pedro Delgado            | Banesto                 | 1' 42"         |
| 4  | Marco Giovannetti        | Gatorade - Chateau D'ax | 5' 19"         |
| 5  | Federico Echave          | CLAS-Cajastur           | 5' 34"         |
| 6  | Laudelino Cubino         | Amaya Seguros           | 6' 24"         |
| 7  | Fabio Parra              | Amaya Seguros           | 7' 24"         |
| 8  | Raúl Alcalá              | PDM-Concorde            | 12' 50"        |
| 9  | Francisco Javier Mauleón | CLAS-Cajastur           | 15' 44"        |
| 10 | Steven Rooks             | Buckler                 | 18' 57"        |